# Molanna nervosa
Molanna nervosa är en nattsländeart som beskrevs av Georg Ulmer 1927. Molanna nervosa ingår i släktet Molanna och familjen skivrörsnattsländor. Inga underarter finns listade i Catalogue of Life.